# Pierre Galaup de Chasteuil
 Pierre Galaup de Chasteuil (* 2. August 1644 in Aix-en-Provence; † 13. Juli 1727 ebenda) war ein französischer Regionalhistoriker und Literaturhistoriker.

## Leben und Werk
Pierre Galaup de Chasteuil, Enkel des Dichters Louis Galaup de Chasteuil (1554–1598, Freund von François de Malherbe), Sohn von Jean Galaup de Chasteuil (1587–1646), Verfasser eines Discours sur les arcs triomphaux dressés en la ville d’Aix (1624), und Bruder von Hubert Galaup de Chasteuil (1624–1679). Die Galaup de Chasteuil forschten und veröffentlichten über die Geschichte der Provence und ihre Trobadordichtung.
Pierre Galaup vertrat die zu seiner Zeit gängige These des Okzitanischen als gemeinsamer Vorstufe der romanischen Sprachen (Okzitanismus-These). Er lieferte sich mit Pierre-Joseph de Haitze eine Polemik über die Existenz (Galaup) oder Nichtexistenz (de Haitze) der Minnehöfe.

## Schriften (Auswahl)
- Discours sur les arcs triomphaux dressés en la ville d’Aix, a l’heureuse arrivée de monseigneur le duc de Bourgogne et de monseigneur le duc de Berry. Aix-en-Provence 1701.
- Reflexions sur le libelle intitulé Lettre critique de Sextius le Salien à Euxenus le Marseillois. Touchant le Discours sur les arcs triomphaux, dressez en la ville d’Aix, à l’heureuse arrivée de monseigneur le duc de Bourgogne, & de monseigneur de Berry. Pierre Le Blanc, Cologne 1702.
- Apologie des anciens historiens, et des troubadours, ou poetes provencaux. Servant de reponse aux Dissertations de Pierre-Joseph, sur divers points de l’histoire de Provence. Avignon 1704. (betrifft Pierre-Joseph de Haitze)
- (Manuskript) De la poésie provençale et des poètes provençaux.